# 万苏晋
万苏晋（？—），中华人民共和国军事人物，中国人民解放军少将军衔。
曾仼廣西軍區副司令員、广西壮族自治区人大常委会委員。